# Liste norwegischer Inseln
Zu Norwegen gehörende Inseln:

## Nordostatlantik

### Küstennahe Inseln

#### Agder
- Flekkerøya
- Tromlingene (Inselgruppe)
- Tromøy

#### Finnmark
- Håja (Hammerfest)
- Ingøy
- Magerøya
- Seiland
- Sørøya

#### Møre og Romsdal
- Bergsøya
- Gurskøya
- Herøya
- Leinøya
- Nerlandsøya
- Remøya
- Runde (Rundøy)
- Skorpa (Herøy)
- Skorpa (Kristiansund)
- Sørøyane
- Vigra

#### Nordland
- Aldra
- Dønna
- Engeløya
- Finnkona
- Grønnøya
- Handnesøya
- Hugla
- Lofoten
  - Årsteinen
  - Austvågøya
  - Flakstadøy
  - Gimsøya
  - Hinnøya
  - Mosken
  - Moskenesøy
  - Røstlandet
  - Skrova
  - Værøy
  - Vestvågøya
- Løkta
- Teksmona
- Tomma
- Vesterålen
  - Andøya
  - Dyrøya
  - Gaukværøya
  - Hadseløya
  - Langøya
  - Nærøya
  - Skogsøya
  - Tindsøya

#### Oslo
- Malmøya

#### Rogaland
- Eigerøya
- Fjellbergøya
- Kvitsøy
- Røvær

#### Troms
- Andørja
- Håja (Tromsø)
- Kvaløya
- Senja
- Skorpa (Kvænangen)
- Tromsøya

#### Trøndelag
- Frøya
- Hitra

#### Vestland
- Borgundøy
- Halsnøy
- Osterøy
- Stord
- Tysnes
- Varaldsøy
- Værlandet

#### Vestfold
- Hvasser
- Nøtterøy
- Tjøme

#### Østfold
- Jeløya

### Hochseeinseln
- Jan Mayen
- Svalbard (Spitzbergen)
  - Akseløya
  - Amsterdamøya
  - Bäreninsel
  - Barentsinsel
  - Bastianøyane
  - Blomstrandhalvøya
  - Chermsideøya
  - Danskøya
  - Edgeøya
  - Halvmåneøya
  - Hopen
  - König-Karl-Land
    - Abeløya
    - Helgolandøya
    - Kongsøya
    - Svenskøya

  - Kükenthaløya
  - Kvitøya
  - Lågøya
  - Moffen
  - Nordostland
  - Nordvestøyane
  - Prins Karls Forland
  - Sjuøyane
    - Phippsøya

  - Spitzbergen
  - Storøya
  - Wahlbergøya
  - Wilhelmøya

## Südatlantik
- Bouvetinsel